# Кнайфель, Александр Аронович
Александр Аронович Кнайфель (28 ноября 1943, Ташкент — 27 июня 2024, Берлин) — советский и российский композитор. Заслуженный деятель искусств Российской Федерации (1996).

## Биография
Александр Аронович Кнайфель родился 28 ноября 1943 года в Ташкенте в семье музыкантов. Отец, Арон Иосифович Кнайфель — скрипач, солист, ансамблист. Мать, Муза Вениаминовна Шапиро-Кнайфель, преподавала музыкально-теоретические дисциплины в средней специальной музыкальной школе при Ленинградской консерватории. Эту же школу (класс виолончели Эммануила Фишмана) Александр Кнайфель окончил в 1961 году. Затем продолжил образование в консерваториях — Московской (1961—1963), где учился у Мстислава Ростроповича, и Ленинградской (1963—1967), по классу композиции у Бориса Арапова.
В 1979 году на VI съезде композиторов в докладе Тихона Хренникова его «авангардная» музыка подверглась жёсткой критике, и Кнайфель вместе со своими московскими коллегами Денисовым, Губайдулиной и другими попал в так называемую «хренниковскую семёрку» — «чёрный список» семи отечественных композиторов авангардного направления.
Автор свыше ста композиций во всех областях музыкального творчества. Премьеры его произведений звучат на крупнейших музыкальных фестивалях в Париже, Лондоне, Амстердаме, Нью-Йорке, Цюрихе, Базеле, Зальцбурге, Берлине, Франкфурте, Кёльне, Маастрихте, Ферраре и др.
Написал музыку более чем к сорока художественным и художественно-публицистическим фильмам.
Александр Кнайфель первым из российских музыкантов удостоен международной премии Немецкой академической службы обменов. Член Союза композиторов (с 1968) и кинематографистов (с 1987).
Жил и работал в Санкт-Петербурге.
Жена — певица Татьяна Мелентьева, дочь Анна, внук Арсений — блогер, живёт в Германии, ведёт кулинарный канал на Youtube "My Name is Andong".
Умер 27 июня 2024 года в возрасте 80 лет.

## Сочинения

### Для театра
- 1963 «Мечта», фантазия для театра.
- 1965 «Кентервильское привидение», опера в трёх действиях, семи картинах с прологом для солистов и камерного оркестра.

- 1966 «Разоружение», хореографический стриптиз.
- 1967 «Кающаяся Магдалина», хореографическая сцена.
- 1968 «Петроградские воробьи», хореографическая фантасмагория.
- 1969 «Медея» («Колхидская волшебница»), балет (хореографическая симфония) в двух частях.
- 1986 «Крылья холопа», вокально-хореографическая фреска по одноименному стихотворению Давида Самойлова.
- 1994—2002 «Алиса в Стране Чудес», 24 картинки с антрактом для театра играющих, поющих и танцующих.

### Вокально-инструментальные сочинения (большие и средние составы)
- 1962 «Швырни его в мой сад», фугато для симфонического оркестра и смешанного хора.
- 1966 «Кентервильское привидение», романтические сцены для трех солистов (низкий бас, нежное сопрано, большой орган) и камерного оркестра.

- 1966 «150 000 000», дифирамб для смешанного хора и оркестра. Стихи Владимира Маяковского из одноимённой поэмы.
- 1967 «Петроградские воробьи», сюита-фантасмагория для оркестра двенадцати, с участием хора мальчиков.
- 1969 «Argumentum de jure», письмо Владимира Ленина членам ЦК для 12 хоров.
- 1970 «Случайное» для смешанного хора, струнного оркестра, органа и солистки-девочки.
- 1971 «Языческий рок» для хора басов, ударных и инструментальной рок-группы.
- 1983—1984 «Ника», в семидесяти двух фрагментах, семнадцатью исполнителями.
- 1984 «Противостояние», suite-memoria для большого симфонического оркестра и хора басов.
- 1991—1992 «Еще раз к гипотезе», в диалоге с прелюдией и фугой Иоганна Себастьяна Баха [WTK, I-22 (b-moll)] для ансамбля солистов.

- 1993 «Маранафа», Слово огласительное Иоанна Златоустого для солистов, ансамблей, хоров и оркестров.
- 1995 «Облечённая в солнце» («Amicta sole») для солистки солистов.
- 1996 «Блаженства» для Мстислава Ростроповича — виолончелиста, пианиста, дирижёра.
- 2002 «Сказка о рыбаке и рыбке» (Александр Пушкин) для скрипки, виолончели и смешанного хора.

### Хоровые сочинения
- 1964 «Пять стихотворений Михаила Лермонтова» для смешанного хора a cappella.
- 1964 «Ангел», стихотворение Михаила Лермонтова для смешанного хора a cappella.
- 1965 «О глупости», хором и фугой.
- 1973—1975 «Возникновение» («Status nascendi») для трёх групп исполнителей.
- 1978 «Айнана», семнадцать вариаций на имя для камерного хора, ударных и магнитофона.
- 1985 «Бог», ода Гавриила Державина для двух хоров (смешанного и детского).
- 1991 «Свете Тихий». Версия для женского или детского хора.
- 1992 постлюдия. Версия для смешанного хора а cappella.
- 1993 «Восьмая глава», canticum canticorum для храма, хоров (детского, смешанного, мужского и женского) и виолончели.

- 1994 «Царю Небесный», молитва Святому Духу. Версия для смешанного хора и челесты. Версия для виолончели, челесты и смешанного хора.

- 1995 «Утешителю», молитва Святому Духу для смешанного хора a cappella.
- 1997—1998 «Белым по белому», венок сонетов Сергея Вакуленко для смешанного хора a cappella.
- 1998 «Alliluja» Версия «Скинии» для смешанного хора.

### Инструментальные сочинения (большие и средние составы)
- 1963 «Бурлеска» для тромбона и смычкового оркестра.
- 1964 «131» для альта, контрабаса, духовых и ударных инструментов.
- 1965 «Грядущего града взыскующие», два фрагмента для большого смычкового оркестра, большого ансамбля ударных инструментов и большого органа.

- 1970—1978 «Жанна», passione для тринадцати групп инструментов (пятидесяти шести солистов).
- 1980 «Вера», вариации и строфа посвящения для оркестра струнных инструментов.
- 1980 «Клик буревестника», фанфары для трубы (труб) и фортепиано с оркестром.
- 1987 «Безумие», postpostscriptum для камерного оркестра.
- 1988 «Litania» для оркестра.
- 1991 «Возношение» для хора смычковых инструментов.
- 1992 «Лестница Иакова», glossolalia тринадцати.
- 1994 «Утешителю», молитва Святому Духу для хора виолончелей.
- 1997 «Сие дитя» для камерного оркестра
- 2001 «Утренние молитвы» для скрипки и камерного оркестра.

### Вокально-инструментальные и вокальные сочинения (малые составы)
- 1963 «Песня Роберта Бёрнса» для баритона и фортепиано.
- 1964 «Памяти Самуила Маршака», шесть лирических эпиграмм Самуила Маршака для баритона (высокого баса) и фортепиано (новая ред.)

- 1967 «Salve!» для сопрано и пяти инструментов.
- 1967 «Монодия» для женского голоса.
- 1980 «Строфа посвящения» для сопрано, арфы и органа.
- 1981 «Глупая лошадь», пятнадцать историй для певицы и пианиста.
- 1987—1988 «Сквозь радугу невольных слёз», трио для певицы и виолончелиста.
- 1991 «Свете Тихий», Песнь Пресвятой Богородицы для Татьяны Мелентьевой.
- 1991 «Бабочка», в строфах Иосифа Бродского.
- 1992 «Царю Небесный», молитва Святому Духу для голоса с сопровождением (версии с фортепиано, с челестой и фортепиано, с челестой, фортепиано и струнным квартетом).

- 1993 «Блаженство», стихотворение Александра Пушкина для голоса (сопрано) с сопровождением. (фортепиано и три группы crotali).

- 1998 «Скиния». Версия для голоса соло.
- 1999 «День», веткой голоса и карильона.
- 2001 «Синие пёрышки».

### Инструментальные сочинения (малые составы)
- 1961 «Соната о сказке» для фортепиано.
- 1962 «Диада» (две пьесы) для флейты, альта, фортепиано и ударных.
- 1963 «Классическая сюита» для фортепиано.
- 1964 «Ostinati» для скрипки и виолончели.
- 1964 «Musique militaire» для фортепиано.
- 1966 «Пассакалия» для органа.
- 1967 «Lamento» для виолончели соло. Версия для фортепиано.
- 1967 «Salve!» («Турнирная музыка») Версия для валторны и фортепиано.
- 1967 «Tertium non datur» для клавесина. Версия для фортепиано.
- 1972 «A prima vista» для четырёх исполнителей на пяти группах ударных.
- 1973 Квадрат «Рафферти» для джазового ансамбля.
- 1974 «Solaris», фрагмент canticum eternum для тридцати пяти яванских гонгов (один исполнитель с электроакустической системой).

- 1975 «Да», композиция для ансамбля солистов.
- 1984 «Aria» для карильона.
- 1985 «Agnus Dei» для четырёх инструменталистов a cappella.
- 1988 «Шрамы марша» для фортепиано и магнитолы.
- 1992 Постлюдия («В каком-то забытьи изнеможенья»). Версия для фортепиано.
- 1993 «Cantus» (от тишины до темноты) для двух исполнителей (фортепиано и ударные).
- 1994 «В эфире чистом и незримом», строфы с Тютчевым для фортепиано и струнного квартета.
- 1995 «Пятидесятый псалом» («Psalm 51») для виолончели соло.
- 1998 «Lux aeterna» для двух псалмопевцев (две виолончели).
- 1997 «Сие дитя» версия для фортепиано.
- 1998 «Снежинка на паутинке» («время вот теперь») для виолончели соло.
- 2001 «Петя и долг», антре с контрабасом (4 исполнителя).

### Инструментовки
- 1964 Клод Дебюсси. «Шаги на снегу» (Прелюдия № 6) для симфонического оркестра.
- 1972 Татьяна Воронина. «Appelli», шесть пьес для камерного оркестра.

### Кинематограф
- 1978 — След росомахи
- 1979 — Ранние журавли
- 1980 — Рафферти
- 1981 — Я — актриса
- 1983 — Торпедоносцы
- 1983 — Требуются мужчины
- 1985 — Противостояние
- 1986 — Миф
- 1988 — О том, чего не было
- 1988 — Петроградские Гавроши
- 1988 — Большая игра
- 1988 — Криминальный талант
- 1988 — ЧП районного масштаба
- 1989 — Это было у моря…
- 1990 — Личное дело Анны Ахматовой
- 1990 — Я служил в охране Сталина, или Опыт документальной мифологии
- 1991 — Большой концерт народов, или Дыхание чейн-стокса
- 1991 — Любовь. Смертельная игра...
- 1991 — Невозвращенец
- 1992 — В тумане
- 1998 — Игра в браслетах
- 1998 — Цветы календулы
- 2003 — Женская логика 2
- 2004 — Итальянец

### Литературное наследие
- 1974 «И правда, как звезда в ночи, открылась»

(субъективные заметки о Пятнадцатом квартете Дмитрия Шостаковича).
- 1996 «Несколько слов музыканта» (о поэте Сергее Вакуленко).
- 1998 «Пробуждение» (о кинорежиссёре Семене Арановиче).
- 1998 «12 декабря 1992» (о названии композиции «Снежинка на паутинке»).
- 2002 «Репетиция рая» (к 75-летию Мстислава Ростроповича).

## Награды
- Заслуженный деятель искусств Российской Федерации (2 мая 1996) — за заслуги в области искусства[7]
- Орден Дружбы (20 декабря 2004) — за многолетнюю плодотворную деятельность в области культуры и искусства[8]